# 浄光寺 (岡崎市)
浄光寺（じょうこうじ）は、愛知県岡崎市中島町にある真宗大谷派の寺院。山号は良永山。本尊は阿弥陀如来。

## 概要
寛正5年（1464年）、本願寺蓮如に帰依した石川与七郎康政（法名は意真）が安楽寺を創建。この安楽寺が始まりとされる。延徳3年（1491年）、戦火により焼失。翌明応元年（1492年）に再建して浄光寺と改称したという。
永禄6年（1563年）から永禄7年（1564年）にかけて起こった三河一向一揆の際、焼失。5世住職教快は相模国愛甲郡の縁故をたよって難を避けた。天正11年（1583年）、徳川家康によって宗門赦免が行われる。天正15年（1587年）、教快は中島の地へ帰り、板倉勝重の母妙円尼より板倉屋敷の提供を受けてこれを本寺の仮御堂とした。
慶長6年（1601年）、伊奈忠次黒印状で寺領4石8斗を寄進された。のち板倉家の領主拝領地となったが、慶安元年（1648年）9月17日に徳川家光から朱印地3石1斗が寄進された。
元禄元年（1688年）、9世住職教誠によって七間四面三方椽の本堂が再建された。天保2年（1831年）から6か年の年月をかけて、14世住職正観によって現在の本堂・庫裡・玄関が再建された。
地質学者の石川成章（1872 - 1945）は本寺の住職石川嶺観の息子である。

## 文化財
以下の物件が市の指定文化財に指定されている。
| 指定名称         | 種別       | 指定年月日                | 備考                                                      |
| ---------------- | ---------- | ------------------------- | --------------------------------------------------------- |
| 浄光寺のイチョウ | 天然記念物 | 1975年（昭和50年）3月26日 | 岡崎市内最大のイチョウである。                            |
| 浄光寺のハマボウ | 天然記念物 | 1985年（昭和60年）3月6日  | 1930年（昭和5年）に西尾市の名倉闇一郎が取り寄せて植えた。 |